# Schwarzer Turm (Budweis)

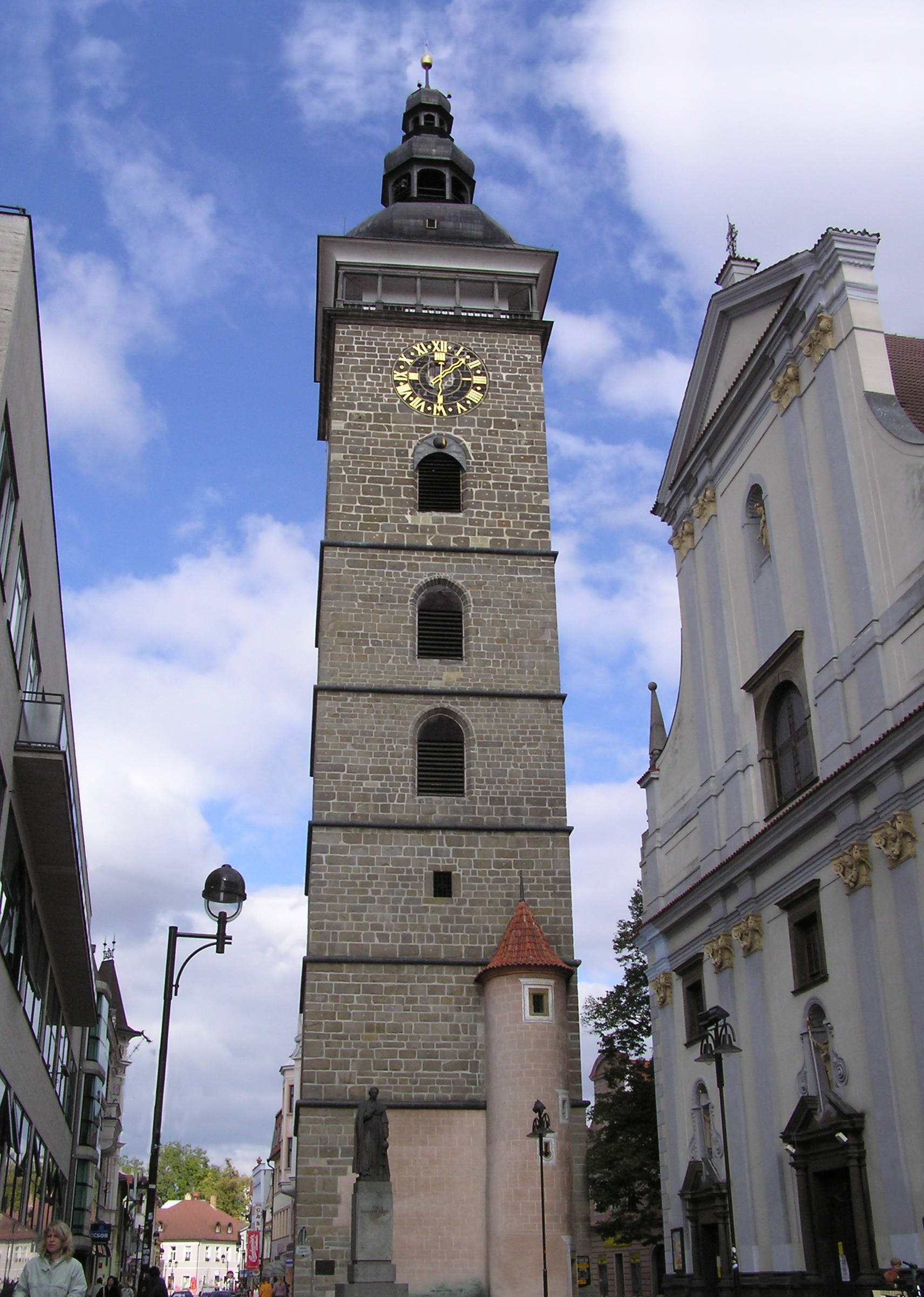
Schwarzer Turm in Budweis

Der Schwarze Turm (tschechisch Černá věž) in Budweis wurde im 16. Jahrhundert errichtet. Er befindet sich direkt neben der Westfassade der Nikolauskathedrale im Stadtzentrum und ist ein geschütztes Kulturdenkmal.

## Geschichte
Der Schwarze Turm wurde von der Stadt in den Jahren 1549 bis 1577 von den Baumeistern Hans Spatz („Giovanni Spatio“ oder einfach nur „Mistr Hons“), Lorenc (ab 1555) und V. Vogarelli (ab 1565) errichtet. Zur Befestigung des Untergrundes waren vorab Eichenpiloten in den Boden getrieben worden. Der Schwarze Turm diente mehreren Zwecken, nämlich als Glockenturm für die Nikolauskirche, als Wachturm und als sichtbares Symbol für den Wohlstand des Bürgertums. Im Jahr 1606 wurde die erste Turmuhr installiert, die 1891 durch ein Erzeugnis der ehemaligen Uhrmacherfirma Ludvik Hainz aus Prag ersetzt wurde. 1898 wurden die herrschaftlichen habsburgischen Abzeichen vom oberen Außenverputz des Turmes entfernt.

## Architektur
Der Schwarze Turm bildet zusammen mit dem farblich kontrastierendem Weißen Turm des ehemaligen Dominikanerklosters eine markante optische Achse in der Altstadt von Budweis.
Für die mitteleuropäische Architektur ist die Lage des Turms äußerst unüblich. Der Turm steht neben der Kirche und ist räumlich nicht mit der Kirche verbunden. Dies ist der italienischen Herkunft der Baumeister zuzuschreiben, da diese Bauweise (Campanile) in Italien weit verbreitet ist. Architektonisch ist der Unterbau der Gotik zuzurechnen. Die oberen 2/3 des Turmes (ab den großen Fenstern) wurden bereits im Renaissancestil gebaut.
Der freistehende, 72 Meter hohe Glockenturm mit quadratischem Grundriss ist aus Haustein erbaut und hat damit eine glatte, unverputzte Fassade. Er wird von einer Laterne bekrönt. Das oberste neunte Stockwerk erreicht man über 225 Stufen.
Am Fuß des Turms steht eine Bronzestatue des Reformbischofs Jan Valerián Jirsík, die am 28. September 1926 enthüllt wurde. Nach dem Einmarsch der deutschen Wehrmacht wurde sie im Sommer 1939 von den Nationalsozialisten aus Abneigung gegen alles Tschechische und Katholische demontiert und eingeschmolzen. Nach der Wende wurde das Denkmal wiederhergestellt und am 2. Oktober 1993 feierlich eingeweiht.

## Glocken
Im sechsten und siebten Stockwerk sind die Glocken angebracht. Vier der insgesamt sieben Glocken stammen vom Linzer Glockengießer Sylvius Kreutz.
Die Glocken in Reihenfolge ihres Alters mitsamt ihren Inschriften:
- Stříbrný („Silberglocke“) im Ton fis, gegossen 1630 von Vojtěch Arnold, 1,02 m im Durchmesser, 0,9 m hoch, mit lateinisch-deutscher Aufschrift:

```
REX GLORIAE // VENI NOBIS CVM PACE // MDCXXX. ADALBERTVS ARNOLD HAT MICH GEGO(SEN)
MARIA // HILF MIR VON NOT // O MARIA
```

- Maria in E, gegossen 1684 von Paul Haag aus Budweis, 0,64 m im Durchmesser, 0,54 m hoch, mit lateinisch-deutscher Aufschrift:

```
SANCTA MARIA ORA PRO NOBIS GOS MICH PAVL HAG IN PVDWE AN(N)O 1684
```

- Umíráček (Sterbeglöcklein) in A, gegossen 1705 von Sylvius Kreutz, 0,45 m im Durchmesser, 0,35 m hoch, mit deutscher Aufschrift:

```
MARIA IOSEPH S: BARBARA REIN // SOLLEN ALLEN STERBENDEN GNEDIG VND PARMHERRZIG SEIN // SILVIVS CRVCE GOSS MICH IN PVDWEIS ANNO 1705
PALTH: FRA: MARDETSCHLEGER K: K: M: V: A: ZEIG-WART VND // DES: E: ANNA BAR: ROS: HABEN MICH MACHEN LASSEN ANNO 1705
```

- Bumerin in A, gegossen 1723 von Sylvius Kreutz, 1,81 m im Durchmesser, 1,47 m hoch. Die Bumerin ist die größte Glocke im Turm und wiegt 3.429 kg. Sie wurde aus dem Material der  namensgleichen Vorgängerin gegossen. Die alte Bumerin war 1507 mit einem Gesamtgewicht von 4,5 Tonnen gegossen und 1573 von der Kirche St. Nikolaus in den Schwarzen Turm übersiedelt worden, sie zersprang allerdings im Jahr 1723. Die lateinische Inschrift der „neuen“ Bumerin lautet:[6]

```
HOC OPVS DEO B: V: MARIAE SS: NICOLAO AVRATIANO DONATO IN HONOREM FABRIPARATVM DEPELLAT LONGE FVLMINA
BELLA LVEM VERVM CARO FACTVM IESVS NAZARENVS REX IVDAEORVM ANNO MDCCXXIII SYLVIVS KREYTZ LINCENSIS ME FVDIT
```

- Oktava in A, gegossen 1723 von Sylvius Kreutz, 0,91 m im Durchmesser, 0,75 m hoch, mit deutsch-lateinischer Aufschrift:

```
+ SIVIVS CREVZ GOSS MICH IN LINZ ANNO 1723
HONORI // ET // VENERATIONI // DIVIS // CAROLO ELISABETHAE // ET // MARGARETHAE // IN // ANNO ISTO // FVSA
```

- Marta (Martha) in cis, gegossen 1723 von Sylvius Kreutz, 1,45 m im Durchmesser, 1,02 m hoch, mit lateinischer Aufschrift:

```
+ SANCTE DEVS SANCTE FORTIS SANCTE IMMORTALIS MISERE NOBIS + SYLVIVS KREYZ LINCENSIS ME FVDIT
S. VITVS.
+ QVINTA ET OCTAVA SEPTEMBRIS + DEO VERO LAVS ET GLORIA + CAROLVS SEXTVS TER AVGVSTVS CVM ELEGIA CONIVGE SVA ELISABETHA LEGIA PROLE GRAVIDA CORONANTVR PRAGAE
```

- Budvar (Budweiser) in E, gegossen 1995 von Rudolf Perner aus Passau, 1,2 m im Durchmesser, 0,9 m hoch, mit tschechischer Aufschrift:

```
1895 1995
1265 – 1995 // 730 LET
DEJ BŮH ŠTĚSTÍ (v pivovarnickém znaku)
ČESKÉ BUDĚJOVICE // P 1995 // RUDOLF // PERNER // PASSAU
```

## Türmer
Bis 1956 diente der Schwarze Turm als Wohnung für den Wächter und seine Familie. Der letzte Türmer Franz (František) Schestauber verrichtete ursprünglich einen durchgehenden 24-Stunden-Dienst, ausgenommen waren nur Sonn- und Feiertage. Im Jahr 1931 wurde auf sein Ansuchen hin die Dienstzeit auf täglich 12 Stunden verkürzt. Nachts rief er alle 15 Minuten den Nachtwächterspruch „Pochválen buď Ježíš Kristus až na věky věkův“ (Gelobt sei Jesus Christus in alle Ewigkeit) laut in alle vier Himmelsrichtungen. Im Falle eines Brandes begann der Türmer ein Sturmläuten auf der Bumerin und brachte ein rotes Fähnlein (nachts eine rote Laterne) auf der Seite in Richtung des Brandes an.
Der Türmer bewohnte mit seiner Familie ein 20 Quadratmeter großes Zimmer im neunten Stockwerk, die anschließende Küche teilte er mit dem Ersatzwächter. Das Wasser wurde mit einer Winde nach oben gezogen. Die Toilette befand sich im selben Stockwerk wie die Bumerin. Heizung und Beleuchtung waren für den Türmer kostenlos, die Bezahlung war ansonsten aber sehr niedrig. Der junge Schestauber bewältigte die 225 Stufen aufwärts in 1 Minute und 17 Sekunden und abwärts in nur 47 Sekunden.

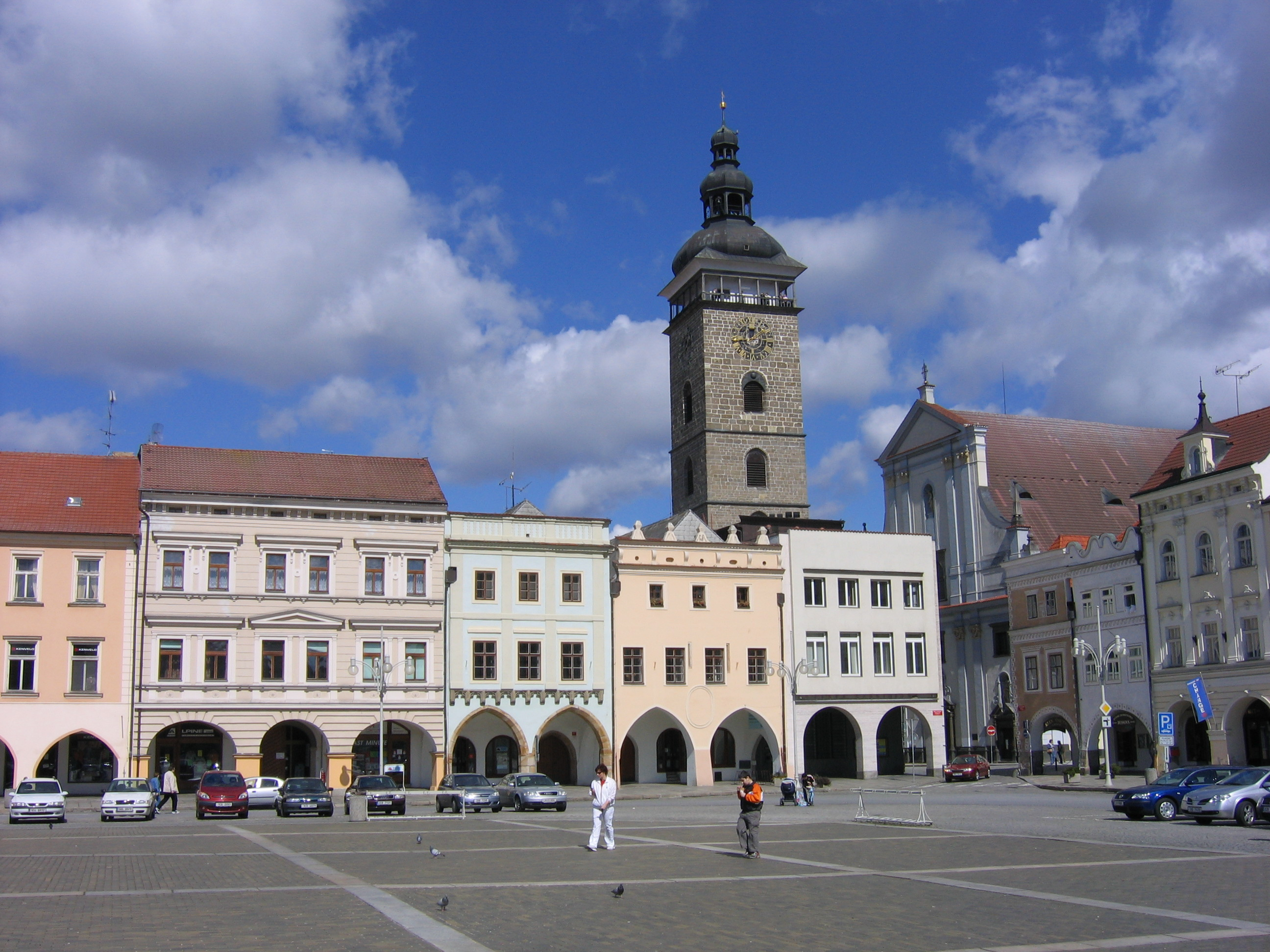
Der Schwarze Turm vom Hauptplatz aus gesehen
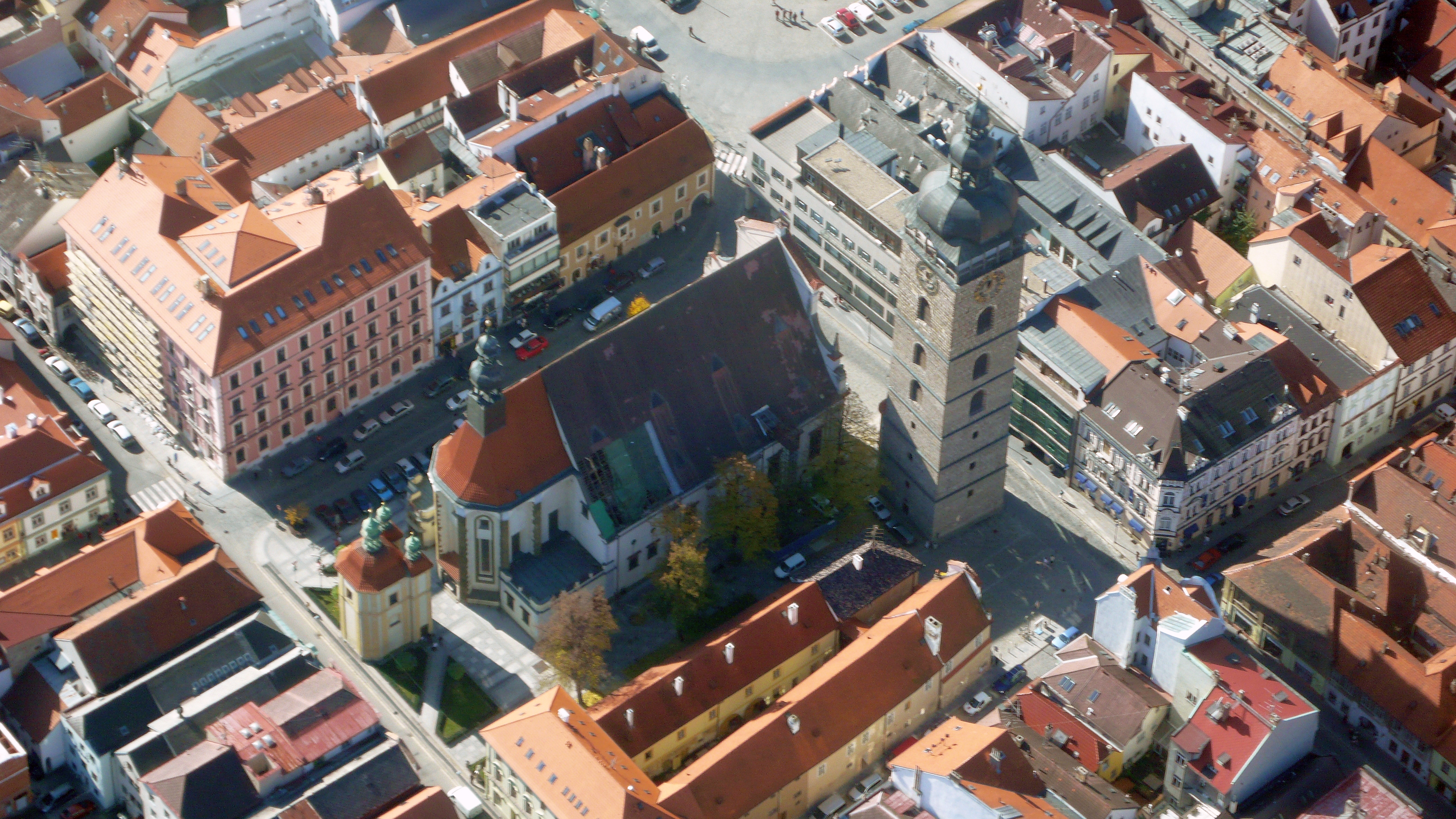
Luftbild mit Nikolauskirche
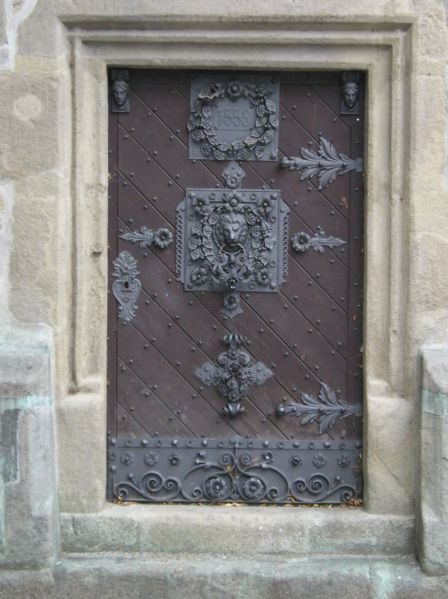
Ursprüngliche Eingangstür aus dem Jahr 1558
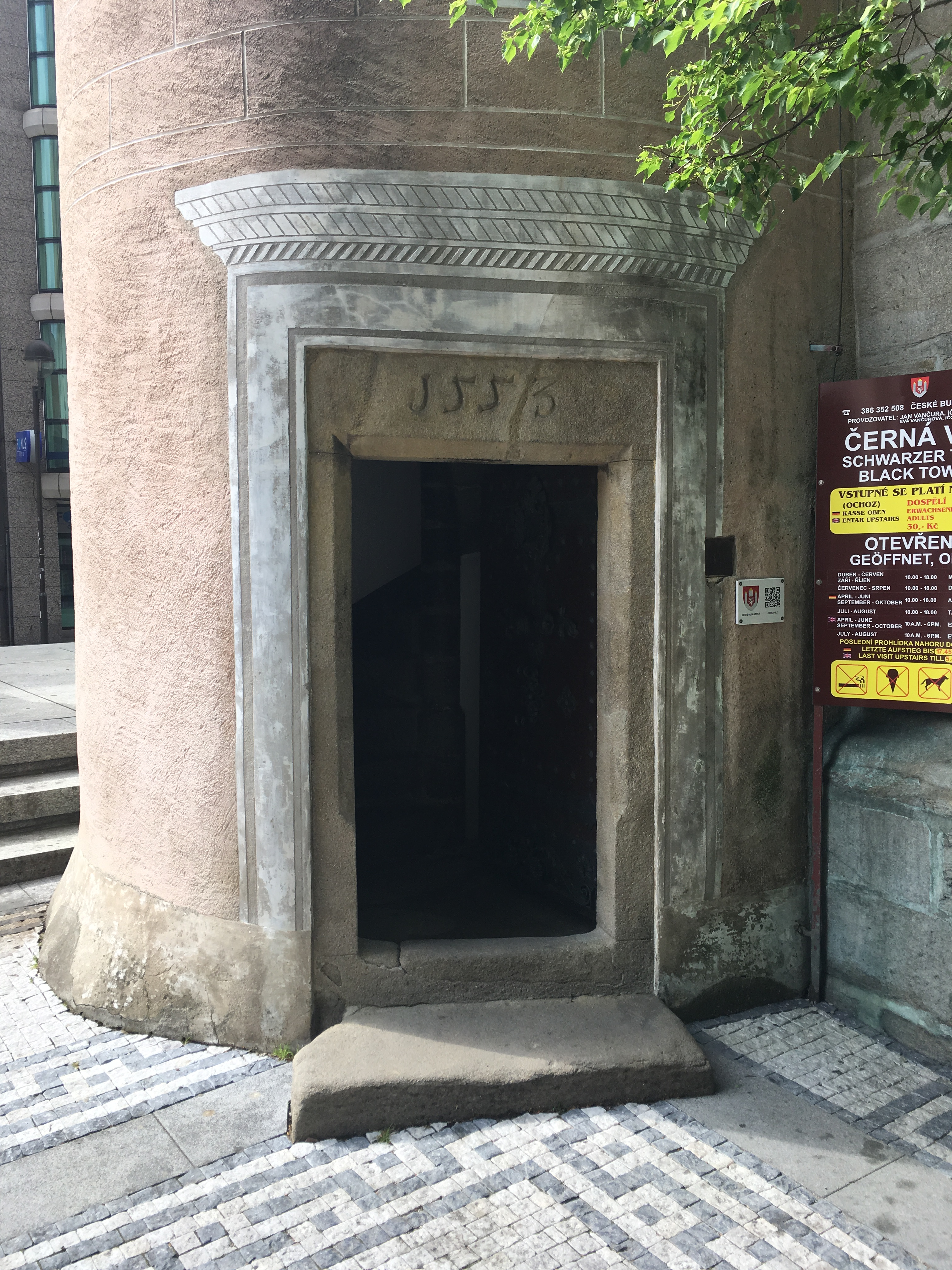
Aktuelle Eingangstür zum Schwarzen Turm aus dem Jahr 1553
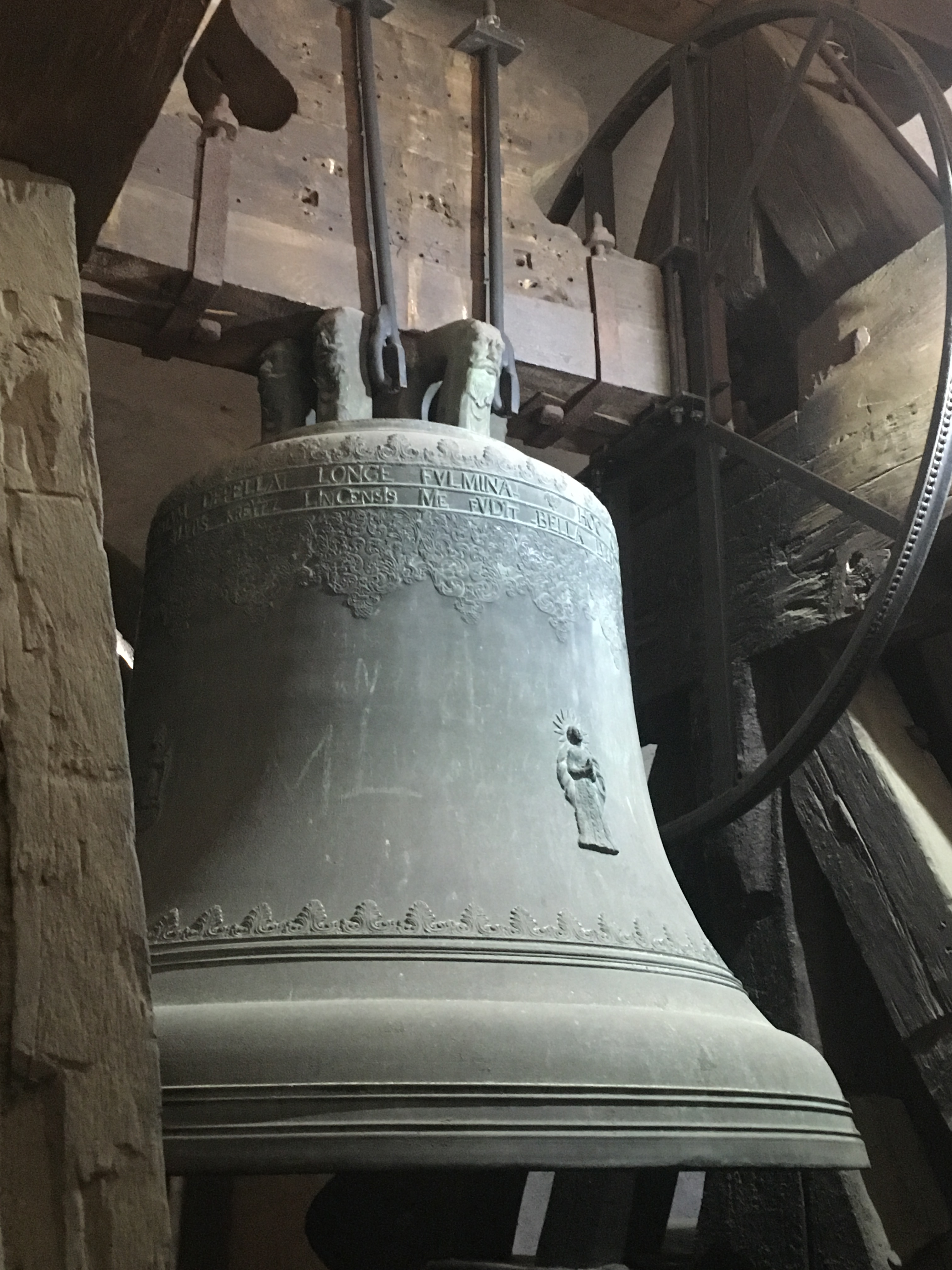
Bumerin im Schwarzen Turm von Budweis
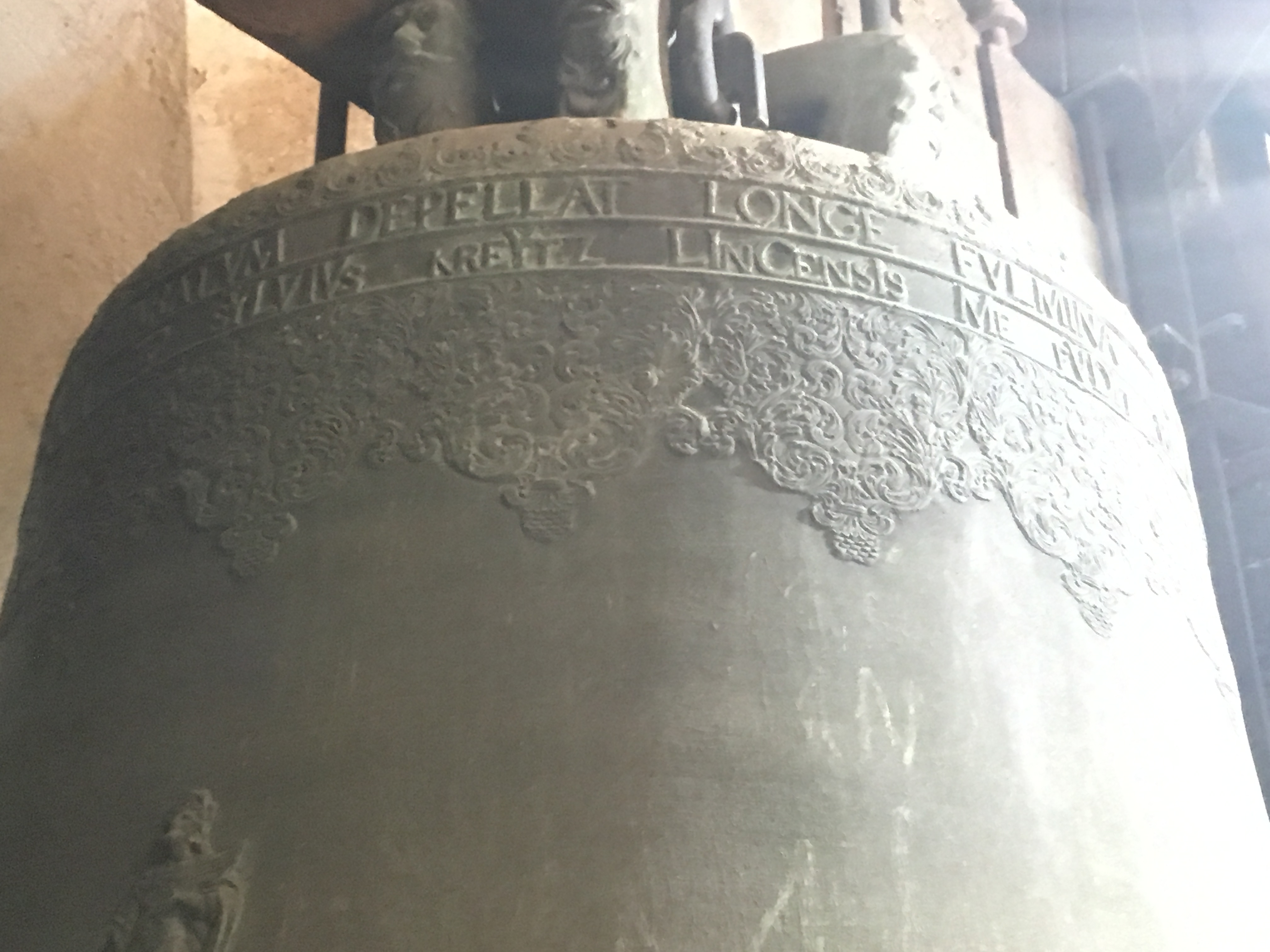
Inschrift des Linzer Glockengießers Sylvius Kreutz auf der Bumerin
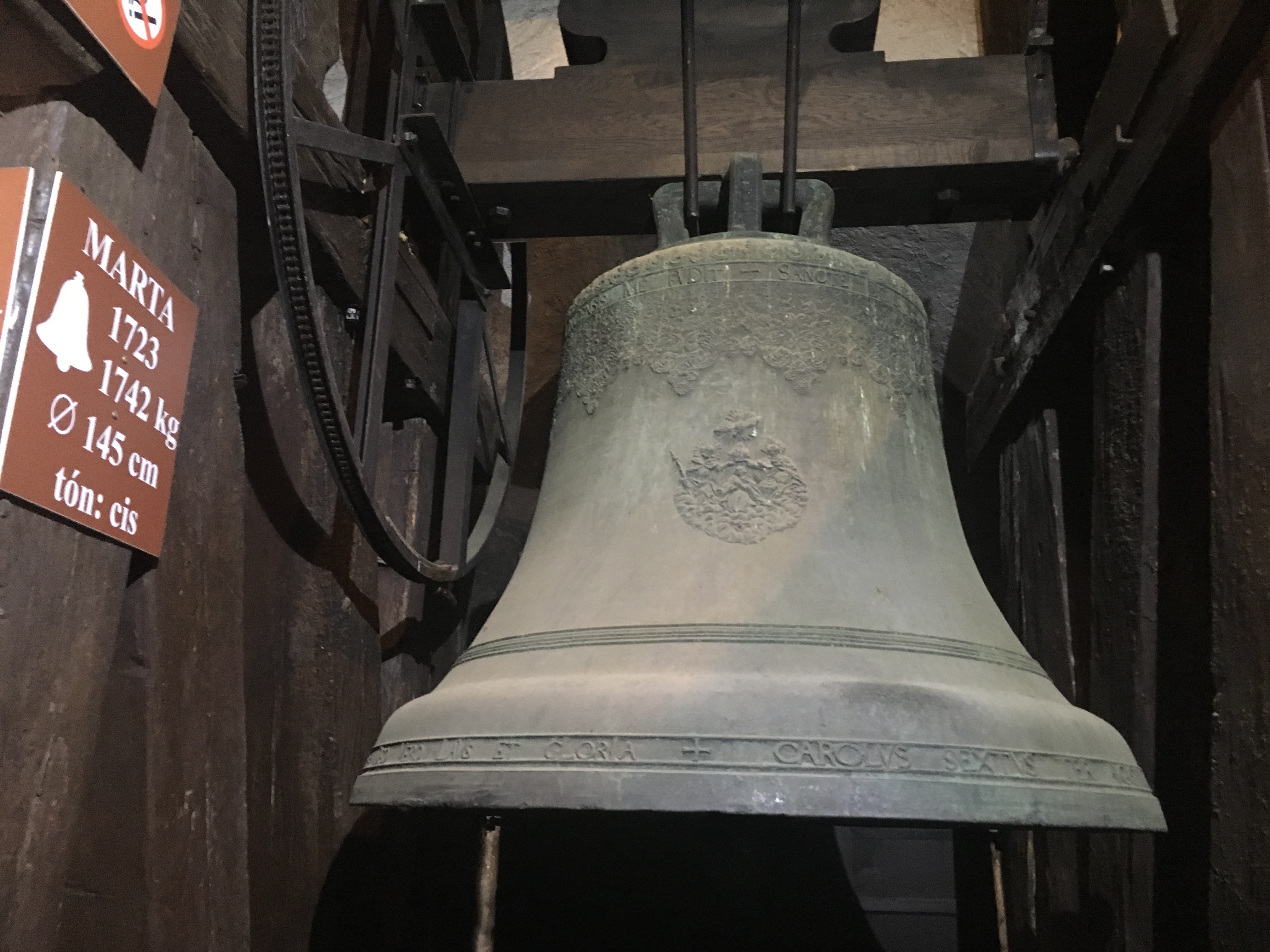
Glocke Marta im Schwarzen Turm von Budweis